# Non Serviam: A 20 Year Apocryphal Story
Non Serviam: A 20 Year Apocryphal Story è un doppio Dvd/Cd del gruppo greco Rotting Christ che celebra il ventesimo anniversario dalla loro fondazione, documentando lo show che la band ha tenuto ad Atene l'8 dicembre 2007.
Due ore abbondanti di concerto che passano in rassegna gran parte della carriera del gruppo, accompagnate da extra come un'intervista con Sakis Tolis, leader della band, sulla storia della formazione, video promozionali, altri bootleg risalenti agli esordi così come agli ultimi tour mondiali e una biografia.

## Tracce

### Dvd 1
1. Intro (Logos-Aima-Noima)
2. The Sign Of Prime Creation
3. Keravnos Kivernitos
4. Athanatoi Este
5. Enuma Elish
6. King Of A Stellar War
7. The Fifth Illusion
8. Archon
9. The First Field Of The Battle
10. Shadows Follow
11. The Sign Of Evil Existence
12. Fgmenth Thy Gift
13. Coronation Of The Serpent
14. The Mystical Meeting
15. Thou Art Blind
16. Morality Of A Dark Age
17. Saturn Unlock Avey's Son
18. Exiled Archangels
19. Sorrowful Farewell
20. Among Two Storms
21. After Dark I Feel
22. In Domine Sathana
23. Nemecic
24. Under The Name Of Legion
25. Societas Satanas [Thou Art Lord cover]
26. Non Serviam

### Dvd 2
1. The Rotting Tale
2. Sanctus Diavolos Tour Footage
3. Theogonia Tour Footage
4. Rare And Precious Bootlegs
5. After Dark I Feel (Video)
6. Enuma Elish (Video)
7. Keravnos Kivernitos (Video)

### Cd 1
1. Intro (Logos-Aima-Noima)
2. The Sign Of Prime Creation
3. Keravnos Kivernitos
4. Athanatoi Este
5. Enuma Elish
6. King Of A Stellar War
7. The Fifth Illusion
8. Archon
9. The First Field Of The Battle
10. Shadows Follow
11. The Sign Of Evil Existence
12. Fgmenth Thy Gift
13. Coronation Of The Serpent
14. The Mystical Meeting
15. Thou Art Blind
16. Morality Of A Dark Age
17. Saturn Unlock Avey's Son

### Cd 2
1. Exiled Archangels
2. Sorrowful Farewell
3. Among Two Storms
4. After Dark I Feel
5. In Domine Sathana
6. Nemecic
7. Under The Name Of Legion
8. Societas Satanas [Thou Art Lord cover]
9. Non Serviam
10. Visions Of A Blind Order
11. Sanctus Diavolos
12. Transform All Suffering Into Plagues
13. Wolfera The Chacal
14. Forest Of N'Gai
15. Feast Of The Grand Whore
16. Saturn Unlock Avey's Son